# Keetmanshoop
Keetmanshoop (anhörenⓘ) ist Regionshauptstadt der Region ǁKharasKlicklaut im Süden Namibias und liegt etwa 500 Kilometer südlich der Hauptstadt Windhoek. Der Ort wurde nach dem deutschen Kaufmann und Bankier Johann Keetman benannt („hoop“ bedeutet auf Afrikaans „Hoffnung“) und hat heute – zusammen mit seinem Vorort Krönlein – 27.862 Einwohner (Stand 2023) auf einer Fläche von 524,35 km².

## Geographie
Keetmanshoop liegt im Zentrum Südnamibias und in den westlichen Ausläufern des Kalahari-Beckens. Rund 30 Kilometer westlich der Stadt verlaufen die Boguberge, die zur Großen Randstufe gehören und durch deren Hügellandschaft auch der Fischfluss verläuft. Seit 2018 wird er durch den Neckartal-Damm aufgestaut. Das östliche Umland der Stadt ist weitestgehend flach, mit nur vereinzelten Bergmassiven wie dem Düseldorn (1116 Meter) oder der Grauen Kuppe (1022 Meter).
Nordöstlich der Stadt liegen der Köcherbaumwald und der Spielplatz der Riesen.

### Stadtgliederung
Keetmanshoop gliedert sich in verschiedene Ortsteile, darunter 
- Krönlein (östlich der Nationalstraße B1)
- Noordhoek (nördlich der Bahnstrecke)
- Tseiblaagte, auch neuerdings Hendrik Tseib (südlich von Krönlein)
- Westende (Zentrum der Stadt)

### Klima
So wie weite Teile Südnamibias hat Keetmanshoop ein arides Klima mit nur geringen Niederschlägen.
|                       | Jan  | Feb  | Mär  | Apr  | Mai  | Jun  | Jul  | Aug  | Sep  | Okt  | Nov  | Dez  |   |       |
| Mittl. Tagesmax. (°C) | 34,8 | 34,0 | 32,2 | 28,8 | 25,0 | 21,7 | 21,3 | 23,5 | 27,2 | 30,1 | 32,4 | 34,5 | ⌀ | 28,8  |
| Mittl. Tagesmin. (°C) | 19,0 | 19,3 | 17,8 | 14,4 | 10,4 | 7,0  | 6,4  | 7,5  | 10,7 | 13,7 | 15,7 | 17,6 | ⌀ | 13,3  |
|                       |      |      |      |      |      |      |      |      |      |      |      |      |   |       |
| Niederschlag (mm)     | 24,4 | 42,4 | 36   | 14,8 | 5,1  | 2    | 1    | 0,5  | 3,2  | 5,6  | 10,6 | 13,1 | Σ | 158,7 |
|                       |      |      |      |      |      |      |      |      |      |      |      |      |   |       |
| Luftfeuchtigkeit (%)  | 28   | 36   | 40   | 40   | 38   | 39   | 36   | 31   | 27   | 24   | 24   | 25   | ⌀ | 32,3  |

| 19,0 |

| 19,3 |

| 17,8 |

| 14,4 |

| 10,4 |

| 7,0 |

| 6,4 |

| 7,5 |

| 10,7 |

| 13,7 |

| 15,7 |

| 17,6 |

| 19,0 |

| 19,3 |

| 17,8 |

| 14,4 |

| 10,4 |

| 7,0 |

| 6,4 |

| 7,5 |

| 10,7 |

| 13,7 |

| 15,7 |

| 17,6 |

## Geschichte

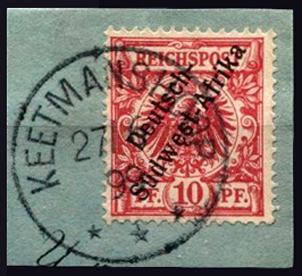
Briefmarke für Deutsch-Südwestafrika mit Poststempel Keetmanshoop 1899

Die Ursprünge der Stadt gehen auf eine Besiedlung durch einen Stamm der Nama Ende des 18. Jahrhunderts zurück. Dieser hatte sich von dem in Hoachanas sitzenden Hauptstamm (der „Roten Nation“) getrennt und unter seinem Führer Tseib (daher auch „Tseib’scher Stamm“ genannt) an den Ufern des Swartmodder ein neues Weidegebiet bezogen – damals „Modderfontein“ genannt. Der eigentliche Ort Keetmanshoop wurde erst 1866 als Station der Rheinischen Mission gegründet. Namensgeber war der deutsche Industrielle Johann Keetman, der die Mission mit den erforderlichen finanziellen Mitteln ausrüstete, selbst aber nie den Ort besucht hat. Dank seiner Unterstützung erwuchs die Missionsstation nach und nach zu einer deutschen Siedlung: Der Missionar Tobias Fenchel ließ im Jahr 1888 die erste Schule errichten. 1894 wurde unter Leutnant Bethe ein Militärposten in Keetmanshoop stationiert. Letzterer begann noch im gleichen Jahr mit der Errichtung eines Forts für die deutschen „Schutztruppen“, welches 1898 fertiggestellt wurde. Später musste es allerdings wieder der örtlichen Polizeistation weichen.

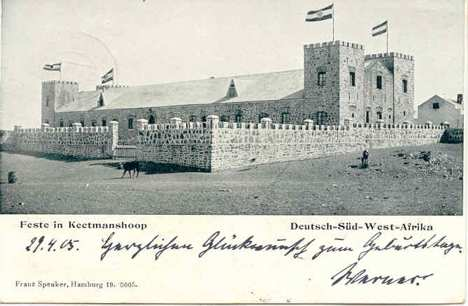
Feste Keetmanshoop (1905)

Ab 1895 wurde die von Wilhelm Sander entworfene Steinkirche errichtet. Mit seinem finanziellen Engagement verband Keetman die Hoffnung (daher der afrikaanse Name „Keetmanshoop“), durch die Christianisierung der im Namaland ansässigen und miteinander verfeindeten Stämme deren Befriedung erreichen zu können.
Während der 1960er Jahre wurden, entsprechend der südafrikanischen Apartheidspolitik, Wohngebiete für die verschiedenen ethnischen Gruppen der Stadt geschaffen, welche strikt voneinander getrennt waren und bis heute zum Teil derart geprägt sind. Dabei wurde das Wohngebiet Tseiblaagte nach dem örtlichen Kaptein Henderik Tseib benannt. Krönlein hingegen trägt den Namen eines frühen deutschen Missionars, welcher in der Gegend aktiv war.
1994 wurde das ehemalige Apostolische Vikariat Keetmanshoop zum Bistum Keetmanshoop mit der Kathedrale St. Stanislaus erhoben.

## Gemeinderat
Bei den Kommunalwahlen 2020 wurde folgendes amtliche Endergebnis ermittelt:
| Partei                                | Stimmen | Stimmenanteil | Sitze |
| ------------------------------------- | ------- | ------------- | ----- |
| Landless People’s Movement (LPM)      | 3619    | 62,91 %       | 5     |
| SWAPO Party of Namibia (SWAPO)        | 1648    | 28,65 %       | 2     |
| Popular Democratic Movement (PDM)     | 0386    | 03,95 %       | 0     |
| Independent Patriots for Change (IPC) | 0259    | 04,50 %       | 0     |
| Insgesamt                             | 5753    | 100 %         | 7     |

## Wirtschaft und Verkehr

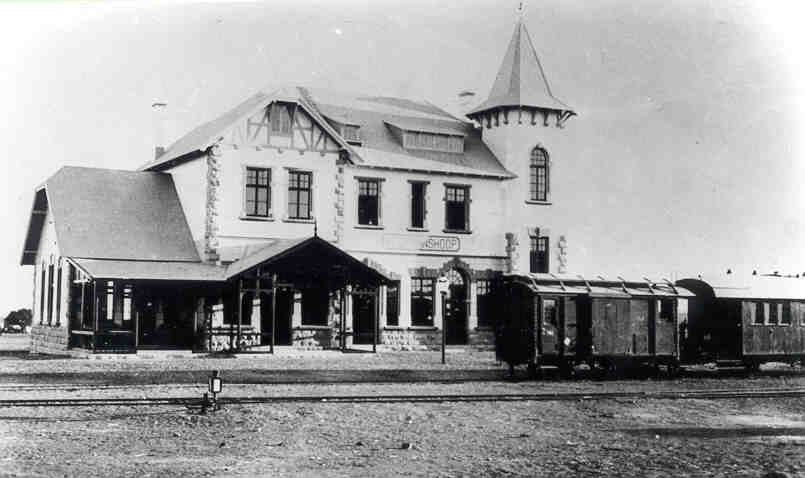
Bahnhof Keetmanshoop, 1908

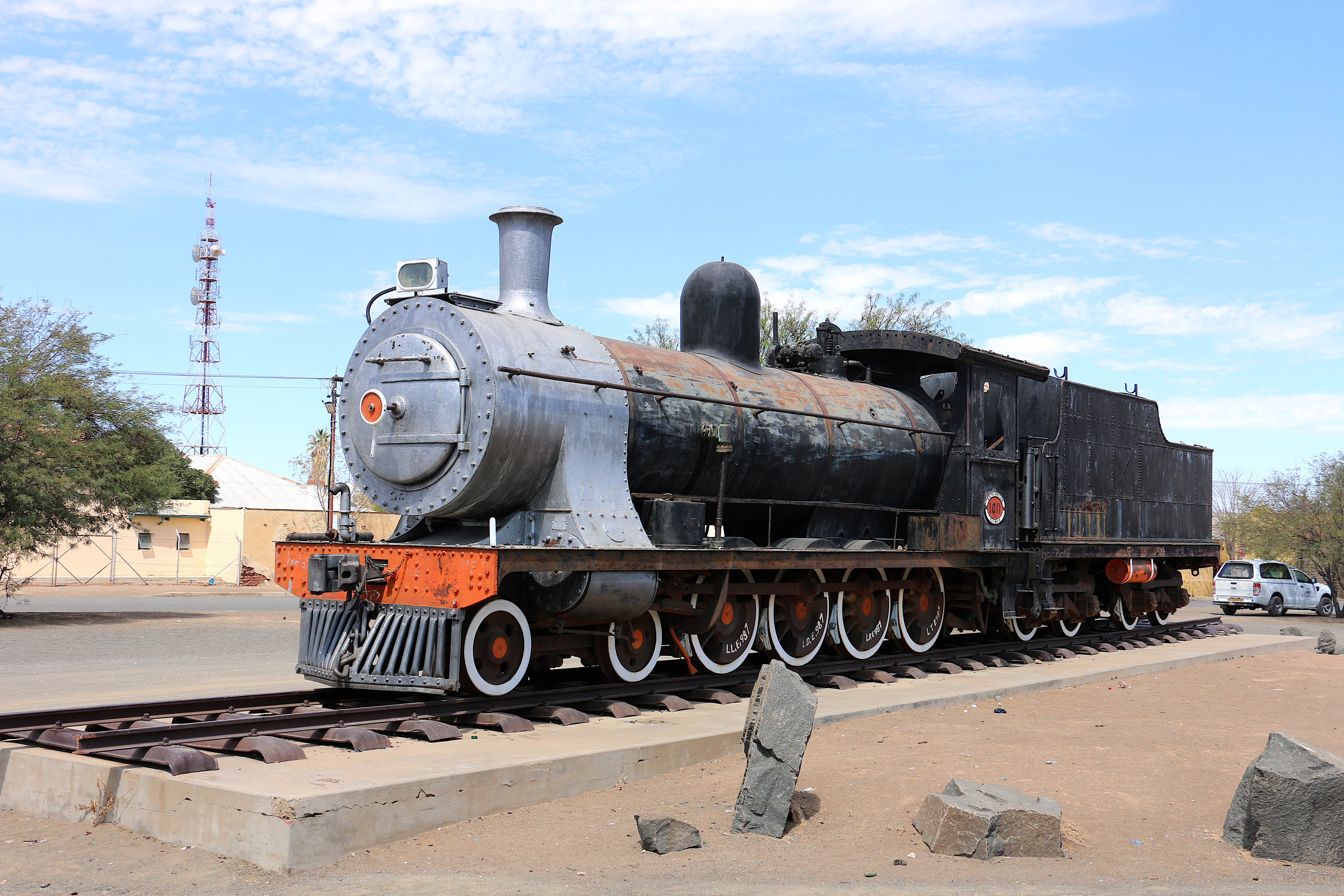
Dampflokomotive der South African Railways vor dem Bahnhof in Keetmanshoop

Keetmanshoop war bereits bei seiner Gründung eine wichtige Station für Händler aus der Kapprovinz Richtung Norden. Die heutige Nationalstraße B1 zwischen Vioolsdrift und Windhoek baut auf dieser Spur. Im Jahre 1908 wurde die bereits bestehende Bahnstrecke Windhoek–Keetmanshoop durch die Lüderitzbahn bis nach Lüderitz am Atlantik verlängert. Damit erhielt Keetmanshoop eine Bahnverbindung an den Atlantik und den Hafen Lüderitz. Erst sehr viel später entstand auch die heutige Nationalstraße B4 durch das Diamantensperrgebiet an die Küste. Heute ist die Stadt wichtigster Knotenpunkt des Straßen- und Schienenverkehrs in Südnamibia und in die Republik Südafrika sowie mit dem Flughafen Keetmanshoop auch ein lokales Drehkreuz im Flugverkehr.
Keetmanshoop ist das Wirtschafts- und Verwaltungszentrum der ǁKharas-Region im Süden Namibias und wird daher auch die Hauptstadt des Südens genannt. Die wichtigsten Wirtschaftszweige sind der Tourismus und die Zucht von Karakulschafen. Eine weitergehende landwirtschaftliche Nutzung ist in dieser Region aufgrund des ariden Klimas nicht möglich; Keetmanshoop liegt am Rande sowohl des südlichen Winterregen- als auch des nördlichen Sommerregengebiets, was zur Folge hat, dass Ort und Region häufiger über Jahre überhaupt keine Regenfälle erhalten. Im langjährigen Mittel fallen hier jährlich lediglich 100–200 Millimeter Regen, so dass die Trinkwasserversorgung des Ortes nur durch den etwa 50 Kilometer entfernten „Naute-Damm“ sichergestellt werden kann.

## Kultur und Sehenswürdigkeiten

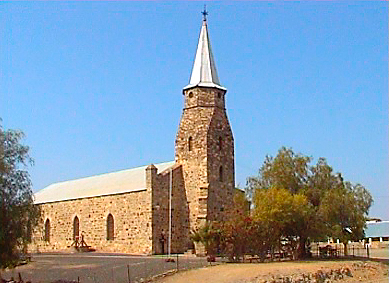
Kirche der Rheinischen Mission in Keetmanshoop

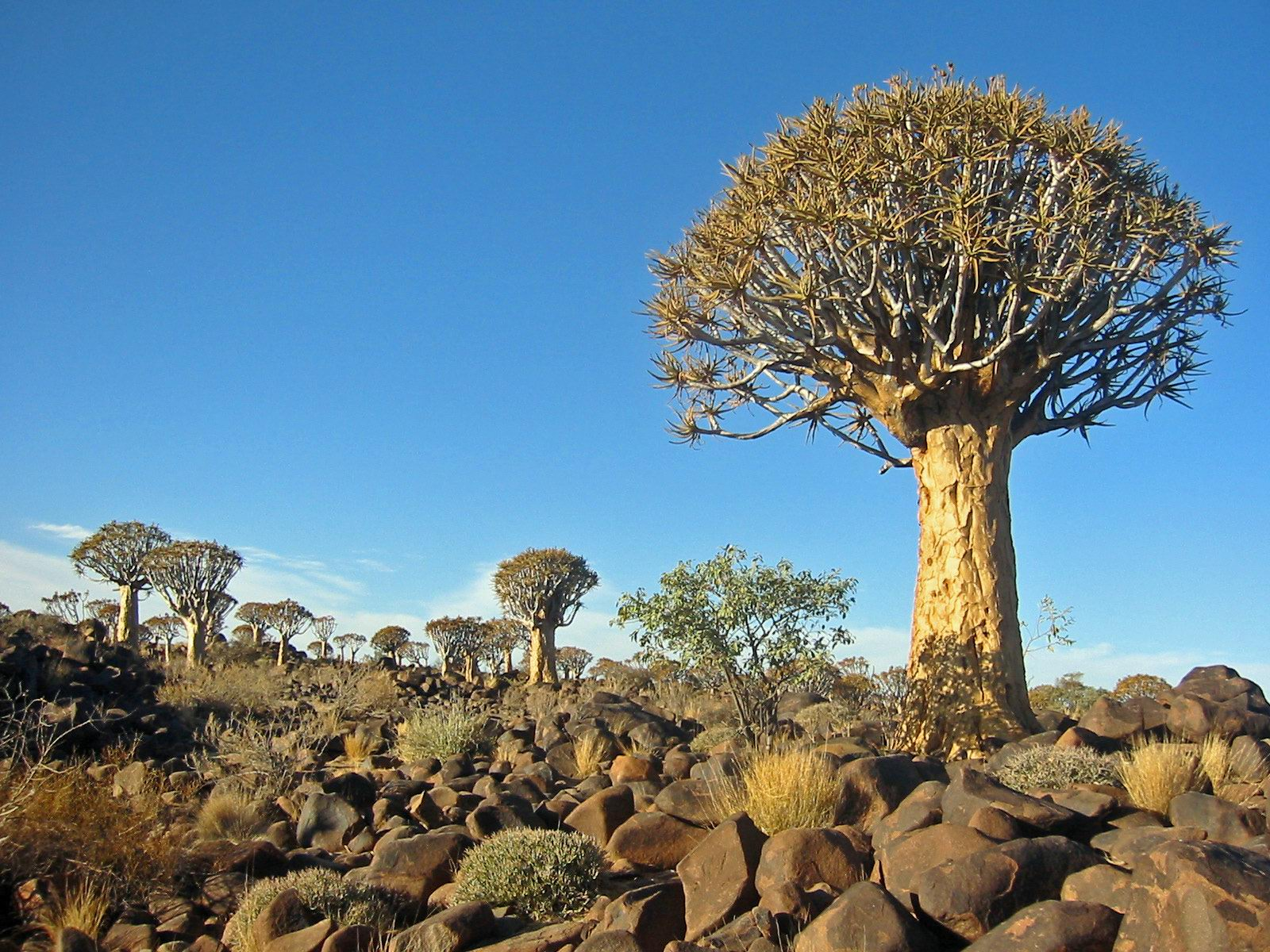
Köcherbaumwald bei Keetmanshoop

Als Zeugnisse der Gründungsgeschichte Keetmanshoops existieren noch einige Bauten aus der Zeit der deutschen Kolonialherrschaft:
Die 1895 von Missionar Tobias Fenchel aus Granit erbaute Kirche der Rheinischen Mission beherbergt heute ein Heimatmuseum, das einen ausführlichen Überblick der Stadtgeschichte vermittelt.
Das Kaiserliche Postamt aus dem Jahre 1910 beherbergt heute die Touristeninformation der Stadt. Ebenfalls erhalten ist das Bahnhofsgebäude aus dem Jahr 1908. Das J. Stephanus-Stadion ist eine Sportstätte.
Eine besondere touristische Attraktion sind die nordöstlich von Keetmanshoop gelegenen Köcherbaumwälder (Afrikaans: Kokerboom Woud). Diese zumeist auf privaten Farmen gelegenen Baumgruppen des Aloe dichotoma stehen seit 1955 unter Naturschutz. Der Name bezieht sich auf die Beschaffenheit des Holzes. Da dieses leicht auszuhöhlen ist, fertigten die Völker der San und Khoikhoi aus den Ästen dieses Baumes Köcher für ihre Jagdpfeile.
Des Weiteren liegt rund 40 km nordöstlich von Keetmanshoop das Mesosaurus Fossil Bush Camp, von dem aus geologische, landschaftliche und historische Besonderheiten der Gegend besucht werden können.

## Bildungseinrichtungen
Folgende Schulen gibt es in Keetmanshoop:
- Keetmanshoop Primary School
- Krönlein Primary School
- St. Matthias Primary School (RKK Namibia)
- Don Bosco Catholic Primary School (RKK Namibia)
- M. Sachs Primary School
- Keetmanshoop Secondary School
- Suiderlig Secondary School
- P. K. de Villiers Secondary School
- J. A. Nel Secondary School

In der Stadt entstand seit 2013 ein neuer Campus der Universität von Namibia mit den Fachrichtungen Erziehungswissenschaften,
Volkswirtschaft und Management sowie Krankenpflege.

## Städtepartnerschaften
Keetmanshoop pflegt die folgende Städtepartnerschaft:
- Upington, Republik Südafrika, seit September 2018.[7]

Eine weitere Partnerschaft im Bereich Abfallwirtschaft, Wasserversorgung und Entrepreneurship besteht seit 2010 mit den folgenden Kommunen in Finnland:
- Kangasala[8]
- Lempäälä[8]

## Söhne und Töchter der Stadt
- Dawid Bezuidenhout (1935–1998), namibischer Lehrer und Politiker
- Zenatha Coleman (* 1993), namibische Fußballerin
- Lorraine Jossob (* 1993), namibische Fußballerin
- Jackson Kaujeua (1953–2010), namibischer Musiker
- Ingeborg Körner (* 1929), deutsche Schauspielerin
- Hellmut von Leipzig (1921–2016), deutscher Soldat
- Gerhard Sandner (1929–2013), deutscher Geograph und Hochschullehrer
- JJ Smit (* 1995), namibischer Cricketspieler
- Hans-Günther Toetemeyer (1930–2017), deutscher Politiker (SPD), MdL, MdB
- Virgil Vries (* 1991), namibischer Fußballspieler